# Милорад Бонџулић
Милорад Бонџулић (Отањ, код Ужичке Пожеге, 12. октобар 1917 — Предражићи, код Олова, 10. август 1943) био је учесник Народноослободилачке борбе и народни херој Југославије.

## Биографија
Рођен је 12. октобра 1917. у селу Отањ, код Пожеге. Потицао је из сиромашне земљорадничке породице. Основну школу завршио је у Глумачу, а потом је учио пекарски занат и радио као пекарски радник у Пожеги и Чачку. Извесно време радио је као конобар. У Чачку је приступио револуционарном радничком покрету и постао члан Уједињениог радничкиог синдикаланог савеза (УРСС). Током 1938. и 1939. служио је Југословенску војску у Љубљани у Другој чети Првог планинског батаљона.
Непосредно пре напада Сила Осовина на Краљевину Југославију, марта 1941. мобилисан је у Југословенску војску, у Планински пук. Током Априлског рата учествовао је у борбама око Ваљева, а након капутилације успео је да избегне заробљеништво и вартио се у село. На почетку окупације, у селу се повезао са члановима илегалне Комунистичке партије Југославије (КПЈ) и прикључио се Народноослободилачком покрету (НОП) и активно укључио у рад на организовању устанка.
Када је крајем јула 1941. формирана Прва пожешка партизанска чета постао је њен борац. Учествовао је у борбама које је ова чета водила у Горобиљу, Субјелу, Прањанима и другим местима. Приликом првог четничког уласка у Пожегу, у намери да је преузму од партизана, почетком октобра 1941, упркос наређењу да се у њих не пуца, Бонџулић је са својим водом отворио на њих ватру и тако избегао четничко заробљавање. Кратко време био је телефонист у Врховном штабу у ослобођеном Ужицу. Новембра 1941. примљен је у чланство КП Југославије.
Након Прве непријатељске офанзиве и повлачења главнине партизанских снага у Санџак, заједно са осталим борцима Прве пожешке чете Ужичког партизанског одреда учествовао је у борбама у Санџаку и источној Босни. Када је марта 1942. формирана Друга пролетерска ударна бригада постао је борац Прве чете њеног Првог батаљона. У борбама које је водила његова чета истицао се као храбар и сналажљив борац и бомбаш.
Понекад је умео да изводи борбене акције „на своју руку", не упуштајући се у то колико су оправдане. За време напада на бункере дејствовао је брзо и прецизно. Док је бацао бомбе, није волео ништа да му смета, па ни пушка, коју је одлагао устрану, па се догађало понекад да у тим бомбашким акцијама остане без пушке, као у борби јула 1942. на Пазарићу на прузи Сарајево—Мостар. Иста као се у више бомбашких напда, а у нападу на Бугојно прикрао се неопажено с два друга до италијанских бункера и заробио већи број Италијана. Посебно се истакао и у борбама за Јајце, августа 1942. године. За изузетну храброст у дотадашњим борбама похвалио га је Врховни командант НОВ и ПОЈ Јосип Броз Тито новембра 1942. године.
У биткама на Неретви и Сутјесци, током 1943. извршавао је све задатке који су му постављени. Кад је јуна 1943. у борбама на Сутјесци рањен командант Трећег батаљона Друге пролетерске бригаде, одређен је за команданта овог батаљона. На тој дужности утопио се у реци реци Криваји, код села Предражићи, у близини Олова.
Указом Председништво АВНОЈ-а 13. марта 1945. међу првим борцима Народноослободилачке војске проглашен је за народног хероја. Истим Указом Орденом народног хероја одликовани су његови саборци из Друге пролетерске бригаде — Душан Дугалић, Тихомир Матијевић, Владимир Радовановић, Милорад Умјеновић и Богољуб Чукић.

## Галерија
- Кућа Милорада Бонџулића
- Орден народног хероја